# 俄罗斯岛
俄罗斯岛（羅馬化：Ostrov Russkiy），原称勒富岛（转写：lefu tun），是日本海彼得大帝湾内葉夫根尼婭皇后群島的一岛，隔东博斯普鲁斯海峡与海参崴所在的穆拉维约夫-阿穆尔斯基半岛分开，属俄遠東滨海边疆区符拉迪沃斯托克城区管辖。岛上居住着10,424人。

## 历史

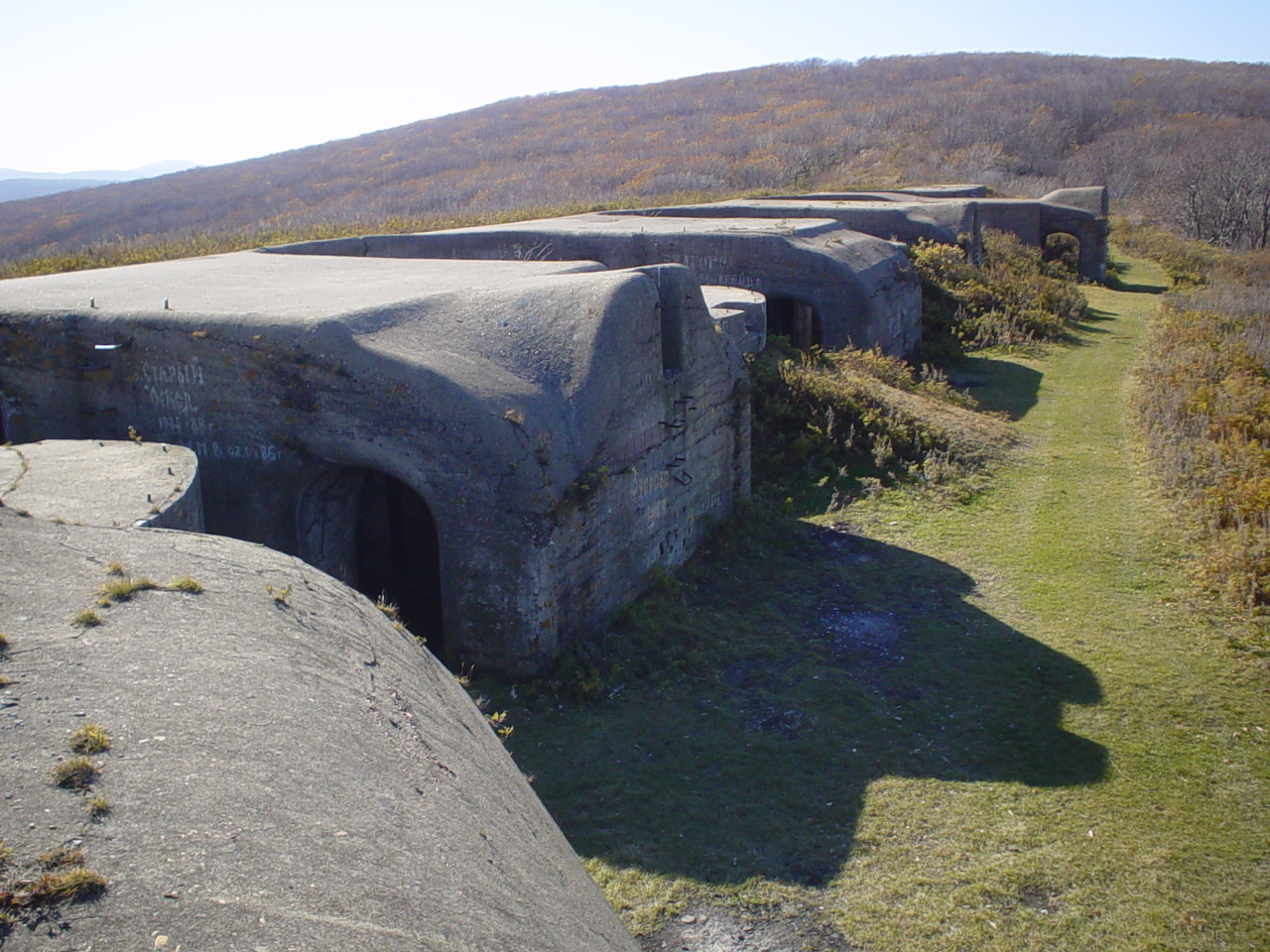
符拉迪沃斯托克要塞的一处炮台遗址

清朝時该岛原爲中國領土，「勒富岛」名称来源于滿語，意思是“熊”（转写：lefu）。1860年北京條約將烏蘇里江以東割讓給沙皇俄國，俄羅斯島亦於其內，至此本島成爲俄羅斯領土直至今日。曾经是一战时期俄罗斯军队的重要堡垒。

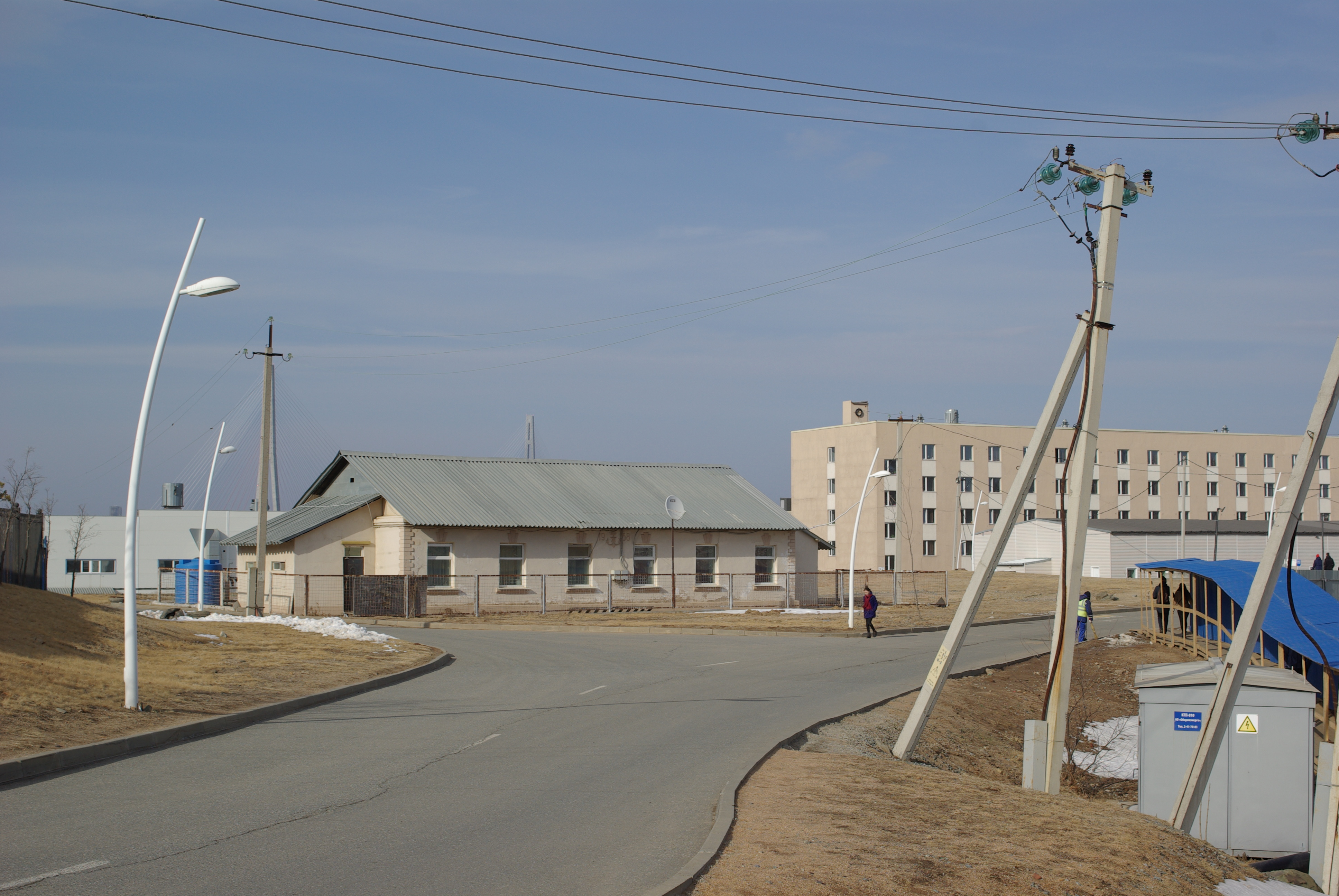
画面左侧的灰色坡顶平房曾经是一处军事设施，可以看到墙上海军的标识，现在位于远东联邦大学校园内

1992年，四名驻扎岛上的士兵饿死，另外数十人遭受饥饿的痛苦。他们的指挥官几个月没有向他们发送口粮的问题成为全国性的丑闻。
英国《卫报》2007年1月31日报道，总统普京正在制定计划，将该岛发展成为一个大型旅游度假区。
2008年9月3日，时任俄罗斯总统梅德韦杰夫签署了一项命令，建设俄罗斯岛大桥，连接俄罗斯岛和海参崴。該橋於2012年完工並成為世界上主跨最大的斜拉橋（跨徑1104米）。为迎接2012年在该岛举行的APEC峰会，已有约60亿美元投入该岛和海参崴，峰会主会场后来成为远东联邦大学新校区。

## 地理
它位于海参崴南约800米处，与市区隔东博斯普鲁斯海峡相望。西临阿穆尔湾，东和南毗乌苏里湾，西南向隔斯塔克海峡与岳杭阿岛相隔。岛面积97.6平方公里，长18公里，宽13公里。数个海湾探入岛内，最显著的是诺维克湾，从西北向东南伸入岛的东北部，隔开岛的主体部分和萨皮奥尔内半岛。
地形一如滨海边疆区南部的其他地区一样以山地为主。岛上有47座山丘，最高的是海拔291.2米的俄罗斯山 (滨海边疆区)。海岸线曲折蜿蜒，长123公里。诺维克湾、沃耶沃达湾和伦达湾 (阿穆尔湾)探入岛内，三者都位于岛的西岸，属阿穆尔湾的一部分。东海岸缩进较少。海岸崎岖不平，由岩石构成，随处可见陡坡和海滩，平缓的海岸只分布在海湾的尽头处。近海处分布着许多无人小岛。运河分隔了叶连娜岛和该岛。
最长的河是俄罗斯河，长5公里。超过1公里长的溪流有17条。格鲁兹多夫斯科耶湖是最大的湖，面积超过了5 hectare，较大的湖还有依兹韦斯特科沃耶湖。在部分河口和下游处有湿地和沼泽。
森林覆盖了岛上的大部分面积。人为种植了杉松和红松，针叶林占据了植物群的绝大多数。最丰富的种类是蒙古栎，其他的还有菩提、枫树、白蜡树、萨哈林樱桃和千金榆。关黄檗、胡桃楸、刺楸、日本桤木、猕猴桃属、山葡萄、五味子、刺苞南蛇藤、南蛇藤、穿龙薯蓣等南方树种也有出现。

## 教育
为筹办APEC峰会，远东联邦大学在该岛的阿雅克斯湾上建立了校园。2013年9月1日起使用。校园总面积80万平方米，总建筑面积65万平方米。5503个房间供学生居住。校园包括酒店综合体、学生宿舍、面积4万平方米的学生中心、体育场和健身中心、培训中心和社会基础设施。在大学的基础上开放了俄罗斯科技园。
2016年9月，俄罗斯科学院远东分院的科教综合体滨海边疆区海洋水族馆在日特科夫半岛开放。
| - 远东联邦大学校园 - 滨海边疆区海洋水族馆 |